# 長宗我部俊宗
長宗我部 俊宗（ちょうそかべ としむね、生没年未詳）は、鎌倉時代初期の武士。

## 略歴
土佐長宗我部氏の第2代当主。父は長宗我部能俊。子に忠俊、久礼田忠幸がいる。